# Tullio Rokličer
Tullio Rokličer, né le 23 décembre 1926, à Zadar, dans le Royaume des Serbes, Croates et Slovènes et mort le 16 août 2006, à Pavie, en Italie, est un ancien joueur et entraîneur yougoslave, naturalisé italien de basket-ball.

## Palmarès
- Championnat de Yougoslavie (3) :
  - Vainqueur : 1949, 1950, 1951